# 山田一郎 (工学者)
山田 一郎（やまだ いちろう）は、日本の工学者。東京大学大学院教授。工学博士（東京大学、1985年）。

## 略歴
愛知県に生まれる。1972年、東京大学工学部機械工学科を卒業。同・大学院工学系研究科修士課程（機械工学）に入学。修士課程を修了した1974年に日本電信電話公社（現・NTT）に入社。武蔵野電気通信研究所に配属される。プリンターなど情報機器の運動制御の研究や、大容量光記憶システムの研究開発に従事した。NTT通信エネルギー研究所部長を経て、2000年からはNTT生活環境研究所長として、燃料電池システムなどのクリーンエネルギーの開発や、循環型社会の構築に向けた環境情報技術（環境IT）、ホームコミュニケーション技術の研究開発に従事した。
2002年、NTT生活環境研究所所長を辞し、東京大学大学院工学系研究科産業機械工学専攻教授に着任。2008年日本機械学会関東支部長。
工学的な発想で日常生活の科学的研究を行う。「雰囲気」のような情報をどのように判別できるかといった研究や、高感度ガス（におい）センサデバイスを含めたにおい識別システムの開発を行っている。